# Sukadamai (Natar)
Sukadamai is een bestuurslaag in het regentschap Lampung Selatan van de provincie Lampung, Indonesië. Sukadamai telt 6397 inwoners (volkstelling 2010).